# Tribasodites hubeiensis
Tribasodites hubeiensis (лат.) — вид жуков-ощупников рода Tribasodites из семейства стафилиниды (Batrisini, Pselaphinae).

## Распространение
Встречаются в Китае, провинция Хубэй.

## Описание
Мелкие коротконадкрылые жуки. Длина тела около 3 мм. Вершина головы самца простая, без модификаций; VIII—XI членики усика модифицированы; каждый сложный глаз самца состоит примерно из 50 фасеток; переднеспинка с отчетливыми боковыми шипами; метавентрит приподнят над задними тазиками, образуя гребни, с густыми волосками вдоль гребней; эдеагус с апикальной частью срединной доли, разделенной на две части, дорсальная часть значительно короче вентральной. Самка: каждый глаз состоит примерно из 15 фасеток; может быть идентифицирована по ассоциации с самцом. Основная окраска красновато-коричневая.

## Систематика и этимология
Вид был впервые описан в 2015 году по типовым материалам из Китая. Назван по имени типовой местности (Hubei). Современная классификация с 1995 года рассматривает род Tribasodites в составе трибы Batrisini из надтрибы Batrisitae (ранее подсемейства в составе Pselaphidae, ныне Pselaphinae, Staphylinidae).